# Poecilipta venusta
Poecilipta venusta is een spinnensoort uit de familie van de loopspinnen (Corinnidae).
De wetenschappelijke naam van de soort werd in 1904 gepubliceerd door William Joseph Rainbow.